# Krasov
Krasov (précédemment : Korunov ; en allemand : Kronsdorf ; en polonais : Krasów) est une commune du district de Bruntál, dans la région de Moravie-Silésie, en République tchèque. Sa population s'élevait à 357 habitants en 2021.

## Géographie
Krasov se trouve dans le massif du Hrubý Jeseník, à 12 km à l'ouest de Krnov, à 13 km au nord-nord-est de Bruntál, à 60 km au nord-ouest d'Ostrava et à 223 km à l’est de Prague.
La commune est limitée par Karlovice et Hošťálkovy au nord, par Brantice à l'est, par Čaková au sud, et par Široká Niva au sud et à l'ouest.

## Histoire
La première mention écrite de la localité date de 1502, dont la fondation remonte probablement au milieu du siècle précédent.

## Galerie

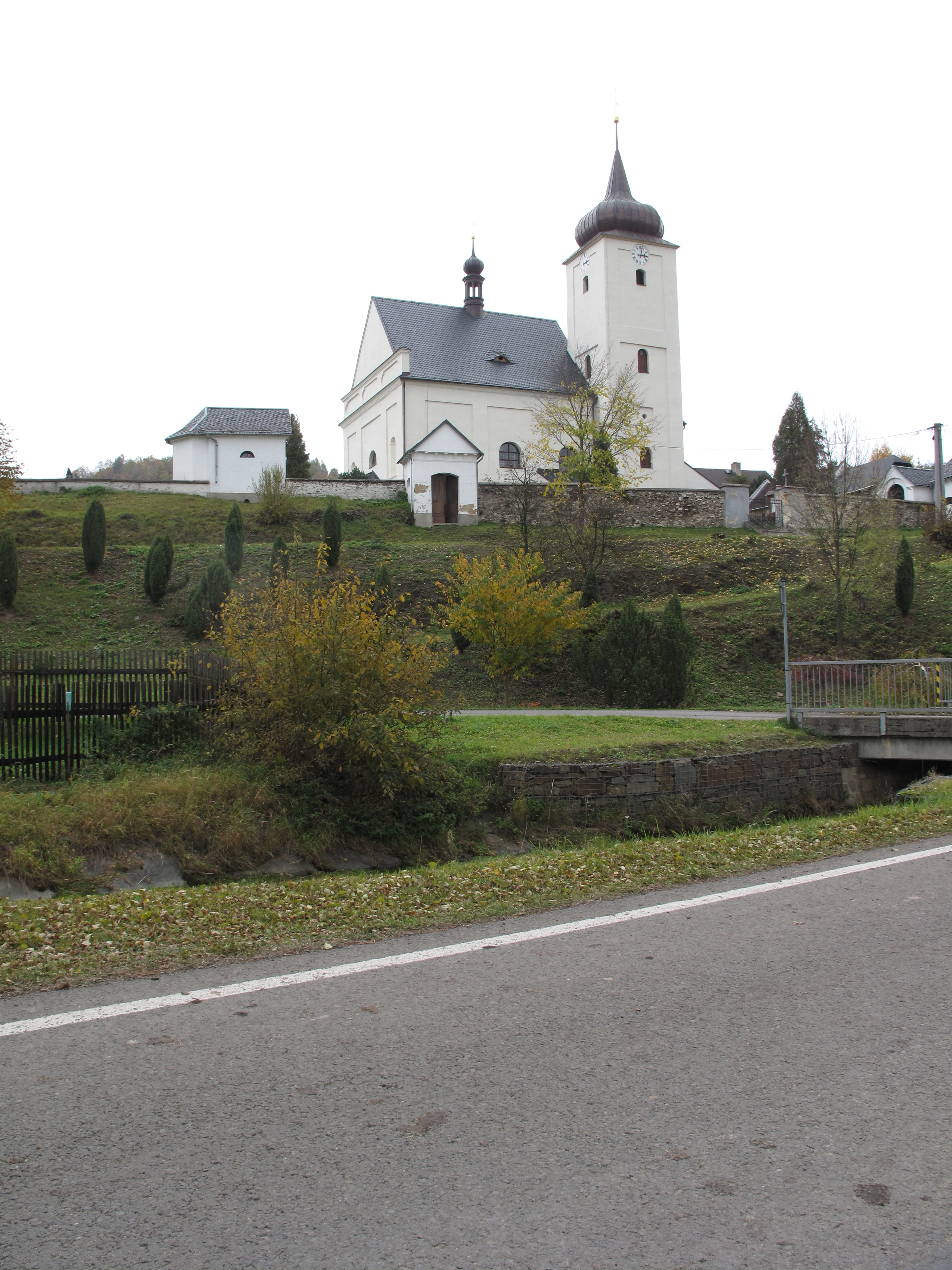
Église Sainte-Catherine.
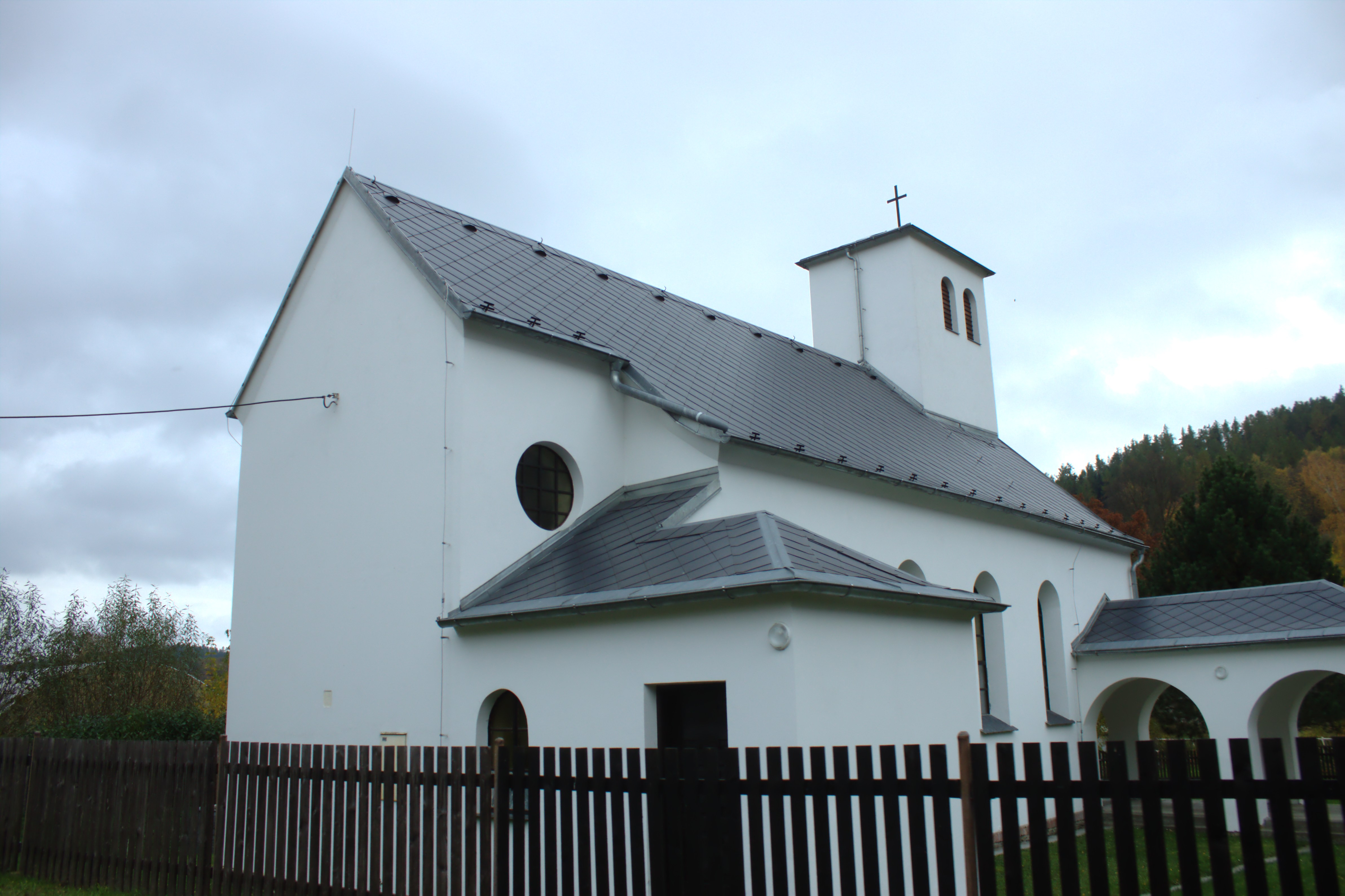
Église évangélique.

## Transports
Par la route, Krasov se trouve à 14 km de Krnov, à 19 km de Bruntál, à 78 km d'Ostrava et à 305 km de Prague.